# Supermarine Nighthawk
Supermarine P.B.31E Nighthawk был британским самолётом времён Первой мировой войны и первым проектом компании «Pemberton-Billing» после того, как она была преобразована в «Supermarine Aviation Works Ltd». Это был ночной истребитель для борьбы с дирижаблями, управляемый экипажем из трёх-пяти человек, с запланированной продолжительностью полёта 9-18 часов. Прототип поднялся в воздух в феврале 1917 года, самолёт пилотировал Клиффорд Проджер. Оказалось, что самолёт не соответствует заявленным характеристикам, и больше его не строили.

## Конструкция и разработка
«Nighthawk» представлял собой квадроплан с бипланным хвостовым оперением и сдвоенными килями и рулями направления. Фюзеляж заполнил размещался между вторым и третьим крыльями; кабина, поднятая над верхним крылом, была закрытой и обогреваемой.
Предполагалось, что самолёт сможет патрулировать небо на малых скоростях и поджидать дирижабли. Самолёт был оснащён носовым прожектором и вооружён 37-мм пушкой, установленной над верхним крылом (боезапас 20 снарядов), и двумя пушками калибром 7,7 мм. Питание прожектора обеспечивалось независимым генератором с бензиновым двигателем производства компании ABC Motors.

## Эксплуатация
Хотя самолёт рекламировался как способный развивать скорость 121 км/ч, он смог достичь лишь 97 км/ч на высоте 2000 м, а для подъёма на высоту 3000 м ему требовался целый час, что было недостаточно для перехвата цеппелинов, которые могли достигать максимальной скорости 97 км/ч.
Кроме того, поскольку двигатель Anzani был ненадёжен и перегревался, маловероятно, что самолёт смог бы обеспечить заявленную длительность полёта.

## Технические характеристики
Общие характеристики:
- Экипаж: 4 человека (2 пилота, 2 стрелка);
- Длина: 11,28 м;
- Размах крыла: 18,29 м;
- Высота: 5,398 м;
- Площадь крыла: 89,4 м²;
- Пустой вес: 1668 кг;
- Полная масса: 2788 кг;
- Силовая установка: 2 10-цилиндровых радиально-поршневых двигателя Anzani воздушного охлаждения мощностью 100 л. с. (75 кВт) каждый;
- Винты: 4-лопастные с фиксированным шагом;
- Максимальная скорость: 121 км/ч;
- Длительность полёта: до 18 часов;
- Время набора высоты: 3048 м — 60 минут.
- Вооружение: одна пушка 37 мм, пушка 7,7 мм над верхним крылом, пушка 7,7 мм в носовой части.